# Child of deaf adult

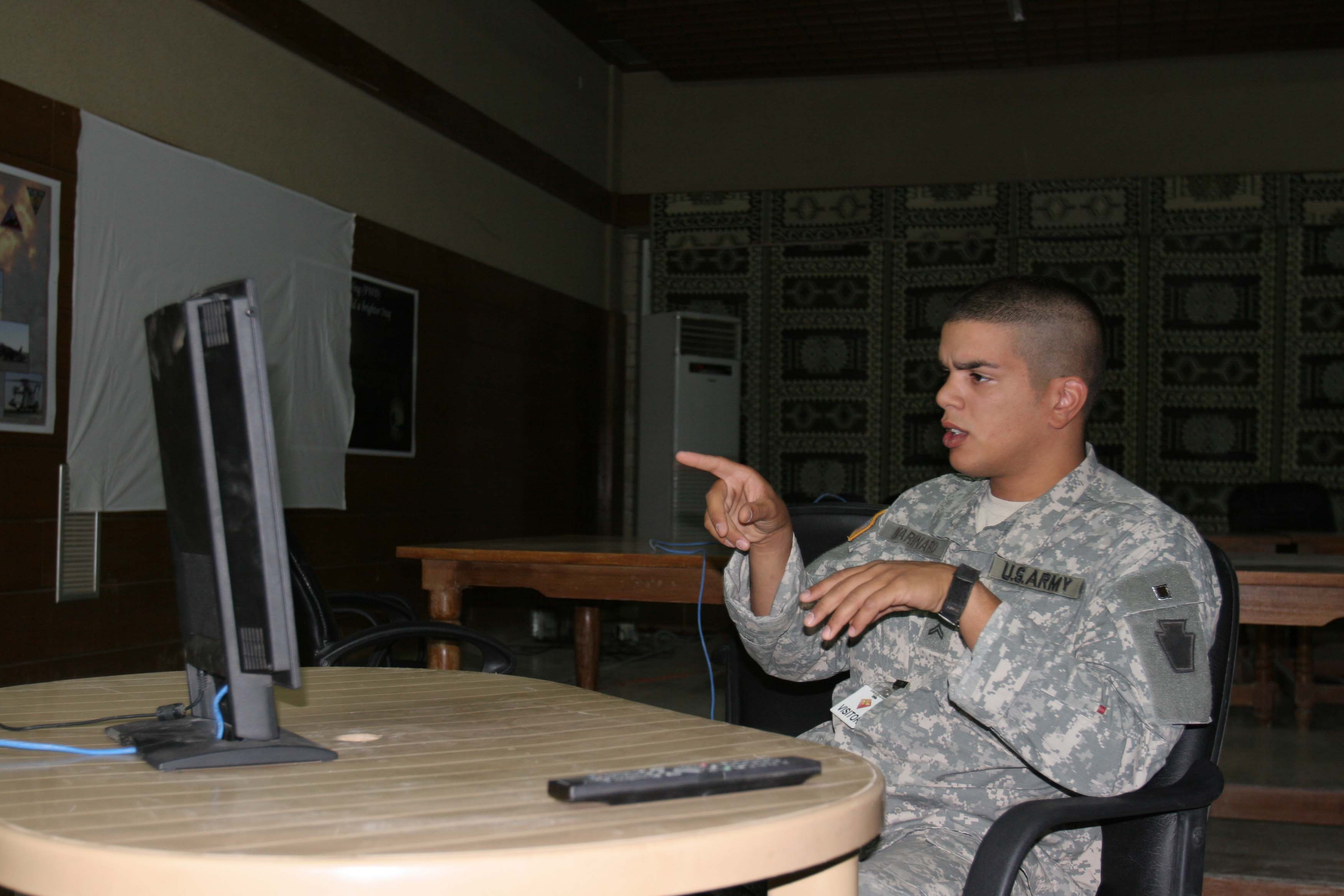
Un soldato che comunica con i propri genitori sordi tramite videoconnessione.

Child of deaf adult, o CODA (in italiano: figlio di persona sorda) è una persona udente, figlia di uno o entrambi i genitori sordi oppure cresciuta da un tutore sordo.
Molti CODA conoscono sia il linguaggio parlato che quello dei segni e spesso fungono da "traduttori" fra i propri genitori sordi ed il resto del mondo.

## Storia
Il termine CODA è stato coniato da Millie Brother, fondatrice dell'organizzazione CODA International.

## Organizzazione

### Nel mondo
A livello internazionale esiste un'organizzazione che raccoglie tutte le associazioni CODA, il CODA International.

### Italia
In Italia è stata fondata a novembre del 2014 la CODA Italia, che attualmente conta circa 1000 soci, figli non sordi nati in Italia.

### Regno Unito
È una delle più antiche associazioni fondate con lo scopo di aiutarsi a vicenda e conoscere la cultura sorda in Inghilterra, nel Galles, in Scozia ed in Irlanda del Nord: la CODA United Kingdom.

### Francia
Anche la Francia vanta una storia con la fondazione della CODA France.

## Persone famose legate al CODA
- Alexander Graham Bell, inventore statunitense (1847-1922) - Bell ha dedicato un grande lavoro all'insegnare ai sordi a parlare, avendo fra l'altro la madre e la moglie affette da sordità.
- Dennis Daugaard, politico statunitense e governatore del Dakota del Sud.[3]
- Un personaggio molto conosciuto dalla comunità sorda italiana è stato il figlio del fondatore dell'Ente nazionale sordi, Cesare Magarotto.[4]

## Cultura di massa
Dei film hanno tratto delle caratteristiche sui CODA come La famiglia Bélier del 2014 ed il remake statunitense CODA - I segni del cuore del 2021.